# Stelis macrolemma
Stelis macrolemma är en orkidéart som beskrevs av Carlyle August Luer och Endara. Stelis macrolemma ingår i släktet Stelis och familjen orkidéer. Inga underarter finns listade i Catalogue of Life.